# Radzionków Rojca
Radzionków Rojca – przystanek kolejowy w Radzionkowie, w dzielnicy Rojca, w woj. śląskim, w Polsce. W latach 1975–1998 nazywał się Bytom Rojca.

## Historia
W grudniu 2020 PKP Polskie Linie Kolejowe podpisały umowę na opracowanie dokumentacji oraz przebudowę linii kolejowej nr 131 na odcinku Chorzów Batory – Nakło Śląskie obejmującą przebudowę przystanku Radzionków Rojca. W marcu 2022 rozpoczęły się właściwie prace budowlane, co poskutkowało zamknięciem linii nr 131 na odcinku Chorzów Batory – Tarnowskie Góry, w tym przystanku Radzionków Rojca. 15 grudnia 2024 ruch pasażerki na tym odcinku linii nr 131 został przywrócony.

## Ruch pasażerski
| Rok  | Wymiana pasażerska na dobę |
| ---- | -------------------------- |
| 2017 | 20-49                      |
| 2022 | 20-49                      |